# Mantua (Cuba)
Mantua è un comune di Cuba, situato nella provincia di Pinar del Río.